# Gildschaft 8 (Quedlinburg)

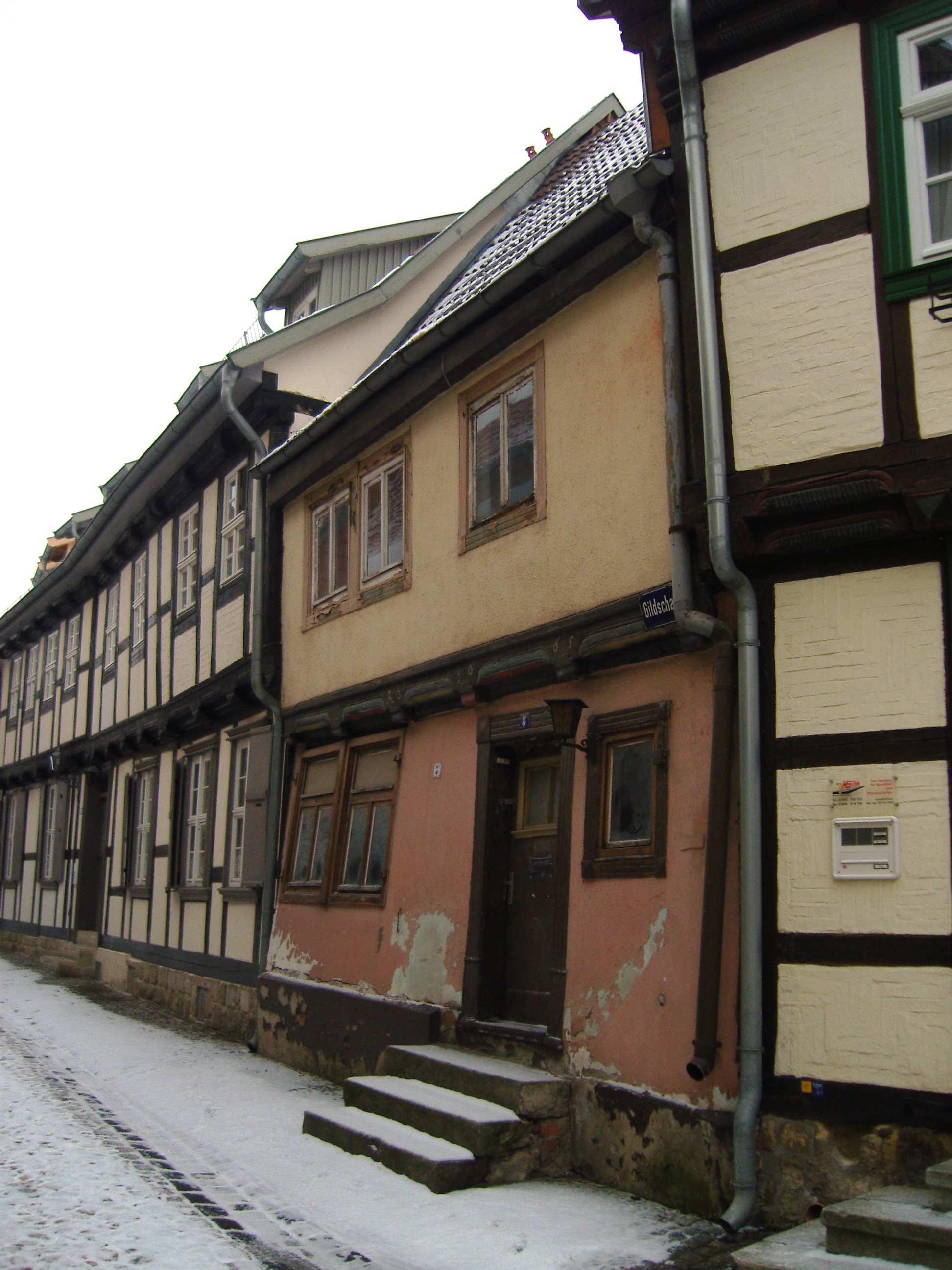
Haus Gildschaft

Das Haus Gildschaft 8 ist ein denkmalgeschütztes Gebäude in der Stadt Quedlinburg in Sachsen-Anhalt.

## Lage
Es liegt auf der Nordseite des Quedlinburger Schloßbergs im Stadtteil Westendorf auf der Südseite der Straße Gildschaft und gehört zum UNESCO-Weltkulturerbe. Im Quedlinburger Denkmalverzeichnis ist es als Wohnhaus eingetragen. Östlich grenzt das gleichfalls denkmalgeschützte Haus Gildschaft 7, westlich das Haus Gildschaft 9 an.

## Architektur und Geschichte
Das zweigeschossige, niedrige Fachwerkhaus entstand nach einer Inschrift an der Stockschwelle im Jahr 1665. Als Verzierung befinden sich Schiffskehlen an der Stockschwelle. Im Übrigen ist die Fassade verputzt.